# In nuce
Die lateinische Redewendung in nuce (Aussprache: [ɪn ˈnuːkə]; deutsch: „in einer Nuss“) bedeutet „zusammengefasst“, „in knapper Form“, „komprimiert“, „kurzgesagt“.
Die Wendung soll auf Plinius maior zurückgehen. Dieser erwähnt in seiner enzyklopädischen Naturalis historia einen Bericht Ciceros, wonach eine Handschrift von Homers Ilias in einer Nussschale Platz gehabt habe: „in nuce inclusam Iliadem Homeri carmen in membrana scriptum tradit Cicero“.
Im angelsächsischen Sprachraum gibt es die Variante „in a nutshell“ (deutsch: „in einer Nussschale“).

## Buchtitel
- Christoph Weigel: Gründliche Erzehlung der Merckwürdigsten Welt-Geschichten Aller Zeiten: Von Anfang der Welt biß auf Gegenwärtige, so in den Historischen Kupfer-Tafeln Der Gedächtnüß-Hülflichen Bilder-Lust, Sonsten Die Welt in einer Nuß (!) betittelt, vorkommen, und Zu besondern Behuf und Belustigung, So wohl der studierenden Jugend als auch Anderer Liebhaber derer Historien, Solche ordentlich zu fassen, Und nach der Jahr-Rechnung leichte zu behalten, In angenehmer Erfindung und bequemer Einrichtung. Christoph Weigels Witwe, Nürnberg 1726 (auf Google Books).
- Johann Colmar: Die Welt In einer Nuß, oder Kurtzer Begriff der merckwürdigsten Welt-Geschichte, biß auf das gegenwärtige Jahr fortgesetzt, Durch Frag und Antwort erläutert, und mit einer Richtigen Folge aller Regenten der so genannten Vier Monarchien, wie auch derer So vor, unter, und neben denselben, vom Anfang der Welt, biß auf diese Zeit geherrscht, vermehret. C. Weigel des Aeltern Wittib, Nürnberg 1730.
- Johann D. Köhler: S. F. Ilias in nuce oder Geographische Welt in einer Nuss dergestalt kurz in zwo Schalen gefasst. Weigel, Nürnberg (zwischen 1716 und 1725).
- Johann Georg Hamann: Aesthetica in nuce (1762). In: Hamann: Sokratische Denkwürdigkeiten. Aesthetica in nuce. Mit einem Kommentar von Sven-Aage Jørgensen. Reclam, Stuttgart 1987, ISBN 3-15-000926-X, S. 75–147.
- Richard Friedenthal: Die Welt in der Nußschale. Roman. Piper, München 1956.
- Stephen Hawking: The Universe in a Nutshell. 2001 (dt. Ausgabe: Das Universum in der Nussschale. Übersetzt von Hainer Kober. Hoffmann und Campe, Hamburg 2001, ISBN 3-455-09345-0).